# 韓國音樂內容協會
韓國音樂內容協會（：／，縮寫為：KMCA），是成立於2008年12月9日向韩国文化体育观光部登記成立的社團法人，於2016年12月29日由「韓國音樂內容產業協會」改為現名，其於2010年2月設立Gaon音樂榜，並於2018年開始進行唱片銷售認證
。

## 外部連結
- 官方网站